# カール・フリードリヒ・レーデブーア

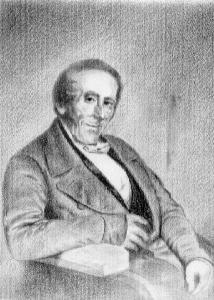
カール・フリードリヒ・レーデブーア

カール・フリードリヒ・レーデブーア（Carl Friedrich Ledebour、1823年にロシアの貴族となって von Ledebourとなる。Karl (Friedrich) von Ledeburとも、1786年7月8日 - 1851年7月4日）はドイツの植物学者である。アルタイ山脈地域の探検旅行で知られる。

## 略歴
ヴェストファーレンで生まれた。父親はスウェーデン軍の主計役人であった。グライフスヴァルト大学で法律と自然科学を学んで1805年に卒業した後、グライフスヴァルト大学で教えた。当時ロシア領であったエストニアにアレクサンドル1世が創設したタルトゥ大学に招かれ、1811年には植物学の教授と植物園の園長に任じられた。ロシアの植物の研究により1823年にアレクサンドル1世によって貴族に取りたてられた。レーデブーアを有名にしたアルタイ山脈と東カザフスタンへの探検は1826年に行われ、大学とロシアの財務大臣カンクリン伯爵（Georg von Cancrin）が資金を提供した。探検には、教え子のアレクサンドル・ブンゲとカール・アントン・フォン・マイヤーが同行した。18世紀の後半に行われたペーター・ジーモン・パラスとパトラン（Eugène Louis Melchior Patrin）らの探検がアルタイ山脈の西部までであったのに対して、レーデブーアの探検は9ヶ月以上に渡り、アルタイ山脈全域を探査し中国との国境まで至った。
この旅の記録は"Reise durch das Altai-Gebirge und die soongorische Kirgisen-Steppe"（1829-1830）としてドイツ語で出版された。1836年に大学を退職し、オデッサ、ハイデルベルクに暮らし、ミュンヘンで没した。
キジカクシ科の植物の属名、Ledebouria とLedebouriellaや、多くの植物の種の名前がレーデブーアに因んで命名されている。

## 著作
- Reise durch das Altai-Gebirge und die soongorische Kirgisen-Steppe. 2巻および図説,  1829/1830.
- Flora altaica, 1829–1834, ; 4 巻.
- Icones plantarum novarum vel imperfecte cognitarum floram rossicam, imprimis altaicam, illustrantes, 1829–1834; 5 巻
- Flora rossica; sive Enumeratio plantarum in totius imperii rossici europaeis, asiaticis et americanis hucusque observatarum. Stuttgart 1841–1853, 4 巻; 最初のロシア帝国の植物総覧。